# Zbaražský rajón
Zbaražský rajón (ukrajinsky Збаразький район) byl rajón v Ternopilské oblasti na Ukrajině. Hlavním městem byl Zbaraž a rajón měl přibližně 56 tisíc obyvatel. 

## Sídla v rajónu
- Vyšnivec
- Zbaraž